# Пустогаров, Владимир Васильевич
Владимир Васильевич Пустогаров (9 октября 1930—1999, Москва) — советский и российский юрист, лауреат премии имени Ф. Ф. Мартенса (1995).

## Биография
Родился в Воронежской области. В 1953 году окончил МГИМО.
В 1976 году защитил докторскую диссертацию, посвящённую борьбе с неонацизмом.
С 1983 года работал в Институте государства и права АН СССР (в течение шести лет был заместителем директора этого института).

## Награды
- Премия имени Ф. Ф. Мартенса (1995) — за монографию «…С пальмовой ветвью мира» (Ф. Ф. Мартенс — юрист, дипломат, публицист)